# Nhà khách Chính phủ
Nhà khách Chính phủ (tên gọi trước đây là Bắc Bộ phủ) là ngôi nhà hai tầng ở số 12 phố Ngô Quyền, phường Tràng Tiền, quận Hoàn Kiếm, thành phố Hà Nội. Đây từng là nơi đặt trụ sở chính quyền Bắc kỳ, và là một di tích lịch sử của Việt Nam.

## Lịch sử
Thời Pháp thuộc, tòa nhà này là Dinh Thống sứ Bắc Kỳ.
Sau khi Nhật đảo chính Pháp (9 tháng 3 năm 1945), tòa nhà được đổi thành Phủ Khâm sai Bắc Kỳ.
Trong Cách mạng tháng Tám, ngày tổng khởi nghĩa ở Hà Nội (19 tháng 8 năm 1945), lực lượng Việt Minh cùng nhân dân Hà Nội đã tiến công và chiếm giữ tòa nhà này.
Sau Cách mạng tháng Tám năm 1945, Chủ tịch Hồ Chí Minh và Chính phủ lâm thời Việt Nam Dân chủ Cộng hòa về làm việc tại đây cho đến ngày Toàn quốc Kháng chiến. Trong thời gian này, tòa nhà được đổi tên thành Bắc Bộ phủ.
Mở đầu Toàn quốc Kháng chiến, ngày 20 tháng 12 năm 1946 tại đây đã nổ ra một trận đánh giữa một đại đội Vệ quốc đoàn bảo vệ Bắc Bộ phủ và quân Pháp có xe tăng hỗ trợ. Đây là trận đánh ác liệt nhất và kéo dài nhất trong những ngày đầu của Chiến tranh Đông Dương. Sau 6 đợt tấn công bị đẩy lui, thương vong 122 lính Lê dương, thiệt hại 4 xe tăng và thiết giáp, 3 xe vận tải, lực lượng tấn công đã chiếm được tòa nhà. Số binh sĩ Vệ quốc đoàn tử trận là 45 người.
Kết thúc Chiến tranh Đông Dương (1954), Bắc Bộ phủ được tu sửa lại và trở thành Nhà khách Chính phủ.
Năm 2005, Bắc Bộ phủ được gắn biển di tích lịch sử cách mạng.

## Hình ảnh

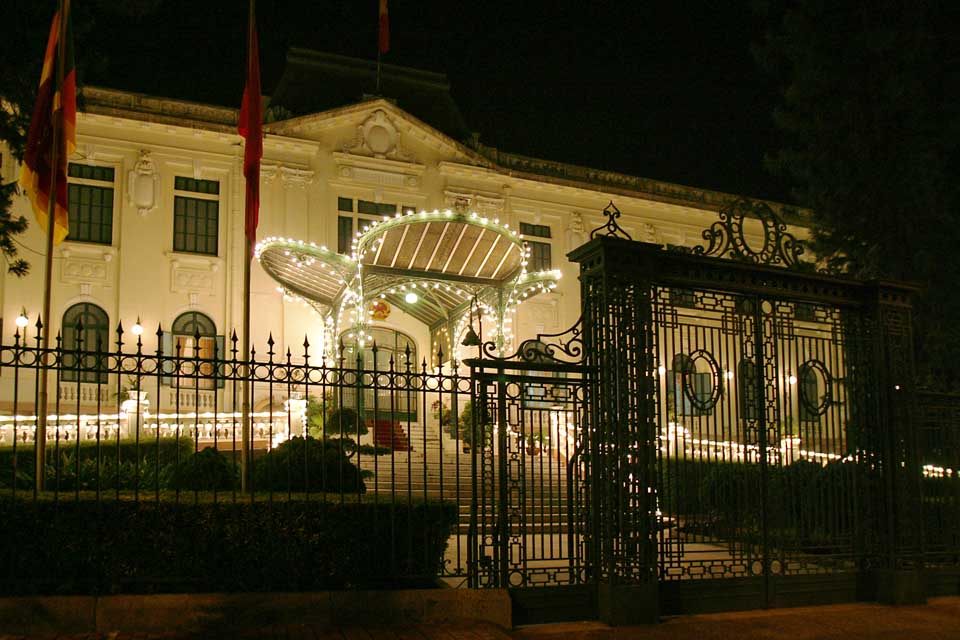
Nhà khách Chính phủ ban đêm
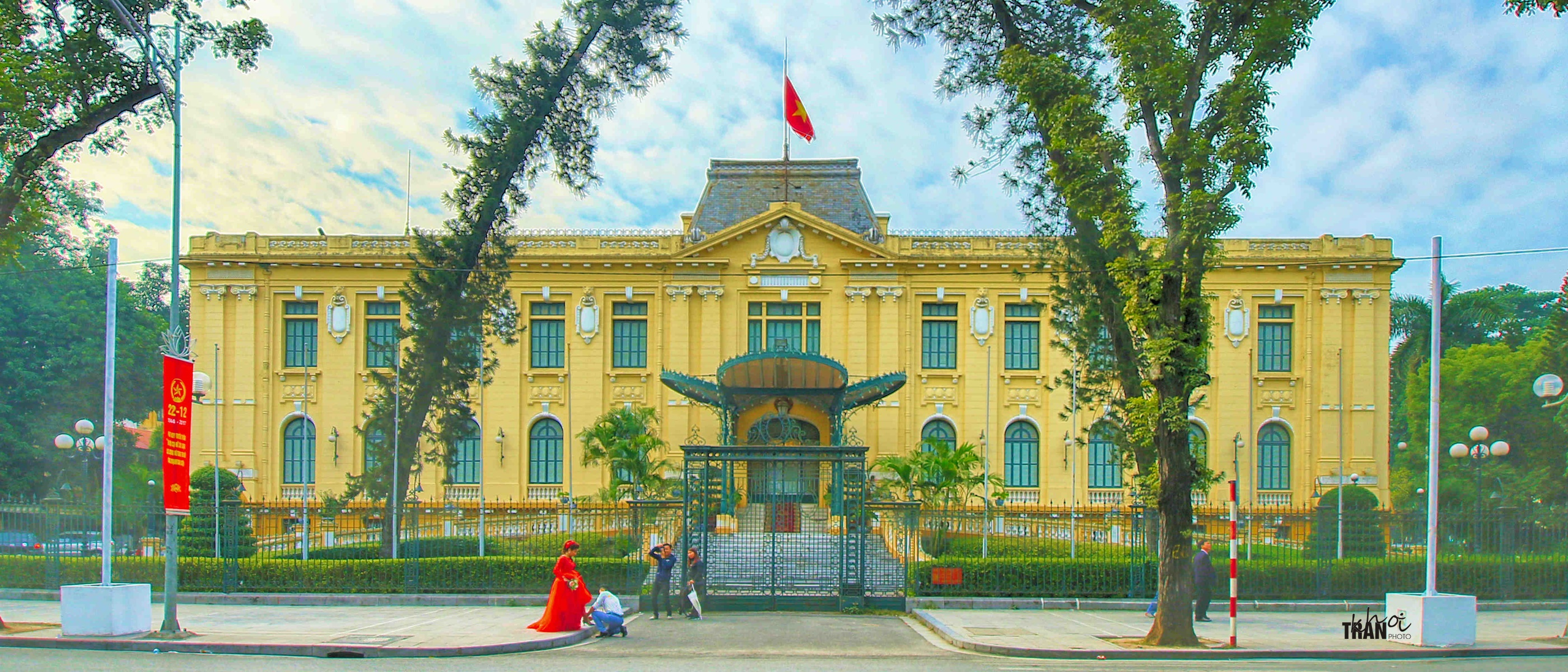
Nhà khách chính phủ